# Marumoite
La marumoite è un minerale.